# Рауд, Эно Мартинович
Э́но Ра́уд (эст. Eno Raud, 15 февраля 1928[…], Тарту — 10 июля 1996, Хаапсалу, Эстония) — эстонский советский писатель, автор тетралогии «Муфта, Полботинка и Моховая Борода» и цикла рассказов о Сипсике. Народный писатель Эстонской ССР (1989).

## Биография
Эно Рауд родился 15 февраля 1928 года в семье будущего советского писателя и поэта Марта Рауда.
В 1952 году окончил Тартуский государственный университет по специальности «эстонская филология». С 1952 по 1956 год работал в Эстонской национальной издательской ассоциации, после чего занялся писательским трудом.
В 1952—1956 годах работал в Государственной библиотеке им. Фр. Крейцвальда, а в 1956—1965 — в издательстве Eesti Raamat редактором детской литературы, позже — внештатным автором.
Умер в Хаапсалу в возрасте 68 лет. Похоронен на таллинском кладбище Метсакальмисту.

## Творчество
Свои первые произведения Эно Рауд опубликовал ещё в период Первой Эстонской Республики — в конце 1930-х годов — в детском журнале «Laste Rõõm» («Детская радость») под псевдонимом Эно Саммальхабэ (Eno Sammalhabe — «Эно — Моховая Борода»). Широкую известность получила его сказочная повесть для старших дошкольников «Сипсик» (Sipsik, 1962). Рауд также написал ряд книг для старших школьников, в частности повесть «Огонь в затемнённом городе» (Tuli pimendatud linnas, 1967), сюжет которой разворачивается летом в годы немецкой оккупации Эстонии, повесть «Нержавеющая сабля» (Roostevaba Mõõk, 1957), повести «Почти криминальная история», «История с “летающими тарелками”» и др. Автор романа «Пешки» (Etturid, 1968) об эстонских мужчинах, воевавших в немецкой и финской форме и ставших лесными братьями, и трагедии их жизни и повести «Древесный бог» (Puujumal, 1971). Международную известность писателю принесла тетралогия «Муфта, Полботинка и Моховая Борода» (Naksitrallid, 1972—1982) о приключениях накситраллей. Также написал несколько сценариев к мультипликационным и художественным фильмам, пьесы и путевые заметки.

### Сценарии к мультфильмам
- 1962 — Маленький мотороллер
- 1965 — Яак и робот
- 1967 — Хитрый Антс и нечистый
- 1969 — Война птиц и зверей
- 1971 — Волшебная кинокамера
- 1973 — Такие дела
- 1976 — Клоун и Кроопс
- 1978 — Пылесос
- 1984 — Муфта, Полботинка и Моховая Борода (часть 1)

## Награды и премии
- Первая премия Всесоюзного конкурса на лучшее художественное произведение для детей — за повесть «Огонь в затемнённом городе» (СССР, 1970)
- Литературная премия Эстонской ССР им. Юхана Смуула (1970)
- Почётный диплом международной литературной премии имени Ханса Кристиана Андерсена — за повесть «Муфта, Полботинка и Моховая Борода. Книга первая» (ЮНЕСКО, 1974)
- Заслуженный писатель Эстонской ССР (1978)
- Литературная премия Эстонской ССР им. Юхана Смуула (1980)
- Народный писатель Эстонской ССР (1989)
- Премия в области детской поэзии имени Карла Эдуарда Сёэта[эст.] (1997, посмертно)[8] — за сборник стихотворений «Kala kõnib jala»

## Семья
Отец — Март Рауд.
Жена — Айно Первик. Дети — Рейн Рауд, Пирет Рауд, Михкель Рауд.